# Inyokern
Inyokern ist ein Dorf im Kern County im US-Bundesstaat Kalifornien. Das U.S. Census Bureau hat bei der Volkszählung 2020 eine Einwohnerzahl von 988 ermittelt. Das Dorf wird vom U.S. Highway 395 tangiert. Mit über 355 pro Jahr hat es die meisten Sonnentage Nordamerikas. Mit dem Inyokern Airport besitzt Inyokern einen eigenen Flughafen.

## Geschichte
Inyokern wurde in der Mitte des 19. Jahrhunderts als kleine Gemeinde gegründet. Die erste Schule, die Inyokern Elementary School, datiert von 1913.